# كارولين جيسوب
كارولين جيسوب (بالإنجليزية: Carolyn Jessop)‏ هي كاتِبة أمريكية، ولدت في 1968 في هايديل في الولايات المتحدة.